# Films américains sortis en 1950
Listes de films américains
- 1946
- 1947
- 1948
- 1949
- 1950
- 1951
- 1952
- 1953
- 1954

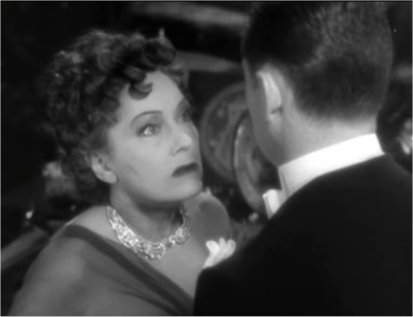
Gloria Swanson et William Holden dans Boulevard du crépuscule.

Liste (non exhaustive) de films américains sortis en 1950.
Fred Astaire est le maître de cérémonie de la 23e cérémonie des Oscars organisée le 29 mars 1951 au RKO Pantages Theatre à Hollywood. All About Eve de Joseph L. Mankiewicz remporte l'Oscar du meilleur film.
Les quatre autres films nommés sont Born Yesterday, Father of the Bride, King Solomon's Mines et Sunset Boulevard.
All About Eve est nommé pour quatorze Oscars, battant le précédent record de Gone with the Wind (13).
La débutante Judy Holliday remporte l'Oscar de la meilleure actrice pour son rôle de maîtresse de showgirl Billie Dawn dans la version filmée de la pièce Born Yesterday, rôle qu'elle a créé à Broadway. Les autres actrices nommées pour l'Oscar cette année-là sont Bette Davis et Anne Baxter pour All About Eve, Eleanor Parker pour Caged et Gloria Swanson pour Sunset Boulevard.
José Ferrer remporte l'Oscar du meilleur acteur pour son rôle du personnage de Cyrano de Bergerac dans la version filmée de la pièce de Rostand, rôle qu'il a interprété à Broadway. Les autres acteurs nommés sont Louis Calhern pour The Magnificent Yankee, William Holden pour Sunset Boulevard, James Stewart pour Harvey et Spencer Tracy pour Father of the Bride.
Le 8e Golden Globes récompense aussi les meilleurs films de 1950. Les Golden Globes de cette année marquent également la première fois que les catégories « Meilleur Acteur et Actrice » sont divisées en « comédie ou comédie musicale » ou « drame ». Le « meilleur film » reste néanmoins une seule catégorie jusqu'au 9e Golden Globe, lorsqu'elle aussi est scindée en deux catégories. Ferrer remporte le Golden Globe du meilleur acteur - film - drame pour Cyrano de Bergerac, tandis que Fred Astaire est meilleur acteur - film - musical ou comédie pour Three Little Words. Swanson remporte le prix de la meilleure actrice - film - drame pour Sunset Boulevard, tandis que Holliday remporte le Golden Globes de la meilleure actrice - film - musical ou comédie pour Born Yesterday. Sunset Boulevard remporte le Golden Globe du meilleur film.
1950 voit également le début au cinéma de futures vedettes, telles que Marlon Brando, Charlton Heston, Sidney Poitier, Piper Laurie et Debbie Reynolds.

## A-B (par ordre alphabétique des titres en anglais)
| Titre                                     | Réalisateur           | Distribution                                                                         | Genre              | Note                                                  |
| ----------------------------------------- | --------------------- | ------------------------------------------------------------------------------------ | ------------------ | ----------------------------------------------------- |
| 8 Ball Bunny                              | Chuck Jones           | Looney Tunes                                                                         | Dessin animé       |                                                       |
| 711 Ocean Drive                           | Joseph M. Newman      | Edmond O'Brien, Joanne Dru                                                           | Drame              |                                                       |
| Abbott and Costello in the Foreign Legion | Charles Lamont        | Abbott et Costello, Patricia Medina                                                  | Comédie            |                                                       |
| All About Eve                             | Joseph L. Mankiewicz  | Bette Davis, Anne Baxter, Gary Merrill, Celeste Holm, George Sanders, Marilyn Monroe | Drame              | Oscar du meilleur film                                |
| Ambush                                    | Sam Wood              | Robert Taylor, John Hodiak, Arlene Dahl                                              | Western            | Dernier film de Sam Wood                              |
| American Guerrilla in the Philippines     | Fritz Lang            | Tyrone Power, Micheline Presle                                                       | Film de guerre     | Titre alternatif I Shall Return en GB                 |
| Annie Get Your Gun                        | George Sidney         | Betty Hutton, Howard Keel                                                            | Film musical       | D'après la comédie musicale Annie du Far West de 1946 |
| Armored Car Robbery                       | Richard Fleischer     | Charles McGraw, Adele Jergens                                                        | Film noir          | Un des premiers films de casse                        |
| The Asphalt Jungle                        | John Huston           | Sterling Hayden, Louis Calhern, Sam Jaffe, James Whitmore, Marilyn Monroe            | Film noir          | D'après le roman éponyme                              |
| At War with the Army                      | Hal Walker            | Dean Martin, Jerry Lewis                                                             | Comédie musicale   |                                                       |
| Atom Man vs. Superman                     | Spencer Gordon Bennet | Kirk Alyn, Lyle Talbot                                                               | Serial             |                                                       |
| Backfire                                  | Vincent Sherman       | Edmond O'Brien, Virginia Mayo, Gordon MacRae                                         | Policier, thriller |                                                       |
| The Bandit Queen                          | William Berke         | Barbara Britton, Barton MacLane                                                      | Western            |                                                       |
| The Baron of Arizona                      | Samuel Fuller         | Vincent Price, Ellen Drew                                                            | Western            |                                                       |
| Big House Bunny                           | Friz Freleng          | Looney Tunes                                                                         | Dessin animé       |                                                       |
| The Big Lift                              | George Seaton         | Montgomery Clift, Paul Douglas                                                       | Film de guerre     | Tourné sur place à Berlin                             |
| The Black Rose                            | Henry Hathaway        | Tyrone Power, Orson Welles                                                           | Film historique    | coproduction U.S./U.K.                                |
| Boobs in the Woods                        | Robert McKimson       | Looney Tunes                                                                         | Dessin animé       |                                                       |
| Born to Be Bad                            | Nicholas Ray          | Joan Fontaine, Robert Ryan                                                           | Drame              | D'après le roman All Kneeling.                        |
| Born Yesterday                            | George Cukor          | William Holden, Judy Holliday, Broderick Crawford                                    | Comédie            | Oscar de la meilleure actrice                         |
| Branded                                   | Rudolph Maté          | Alan Ladd, Mona Freeman, Charles Bickford                                            | Western            | D'après le roman Montana Rides Again                  |
| The Brave Engineer                        | Jack Kinney           | The King's Men                                                                       | Dessin animé       | Walt Disney. Basé sur la vie de Casey Jones           |
| The Breaking Point                        | Michael Curtiz        | John Garfield, Patricia Neal                                                         | Film noir          | D'après le roman To Have and Have Not                 |
| Bright Leaf                               | Michael Curtiz        | Gary Cooper, Lauren Bacall, Patricia Neal                                            | Drame              | D'après un roman de 1949                              |
| Broken Arrow                              | Delmer Daves          | James Stewart, Jeff Chandler                                                         | Western            |                                                       |
| Bushy Hare                                | Robert McKimson       | Looney Tunes                                                                         | Dessin animé       |                                                       |

## C-G
| Titre                          | Réalisateur                | Distribution                                   | Genre              | Note                                          |  |
| ------------------------------ | -------------------------- | ---------------------------------------------- | ------------------ | --------------------------------------------- |  |
| Caged                          | John Cromwell              | Eleanor Parker, Agnes Moorehead                | Film noir          | Adapté de l'histoire Women Without Men        |  |
| Canary Row                     | Friz Freleng               | Looney Tunes                                   | Dessin animé       |                                               |  |
| Captain Carey, U.S.A.          | Mitchell Leisen            | Alan Ladd, Wanda Hendrix                       | Drame              | Oscar de la meilleure chanson (« Mona Lisa ») |  |
| Captif de l'amour              | Felix E. Feist             | Lee J. Cobb, Jane Wyatt, John Dall             | Film noir          |                                               |  |
| The Capture                    | John Sturges               | Lew Ayres, Teresa Wright                       | Drame              |                                               |  |
| Champagne for Caesar           | Richard Whorf              | Ronald Colman, Celeste Holm, Art Linkletter    | Comédie            |                                               |  |
| Cheaper by the Dozen           | Walter Lang                | Clifton Webb, Myrna Loy                        | Comédie            | D'après l'histoire éponyme parue en 1948      |  |
| Cinderella                     | 3 réalisateurs             | Ilene Woods                                    | Dessin animé       | Walt Disney                                   |  |
| Cody of the Pony Express       | Spencer Gordon Bennet      | Jock O'Mahoney, Dickie Moore                   | Serial             |                                               |  |
| Colt .45                       | Edwin L. Marin             | Randolph Scott, Ruth Roman                     | Western            | Suivi d'une série TV                          |  |
| Comanche Territory             | George Sherman             | Maureen O'Hara, Macdonald Carey                | Western            |                                               |  |
| Convicted                      | Henry Levin                | Glenn Ford, Broderick Crawford                 | Film noir          | Basé sur la pièce The Criminal Code           |  |
| The Crime of Korea             |                            |                                                | Guerre             | Propagande pour la guerre de Corée            |  |
| Crisis                         | Richard Brooks             | Cary Grant, José Ferrer, Paula Raymond         | Drame              | Basée sur la nouvelle The Doubters            |  |
| Cue Ball Cat                   | Hanna-Barbera              | Tom and Jerry                                  | Dessin animé       |                                               |  |
| Cyrano de Bergerac             | Michael Gordon             | José Ferrer, Mala Powers                       | Drame              | Oscar du meilleur acteur                      |  |
| D.O.A.                         | Rudolph Maté               | Edmond O'Brien, Pamela Britton                 | Film noir          |                                               |  |
| Dallas                         | Stuart Heisler             | Gary Cooper, Ruth Roman, Raymond Massey        | Western            |                                               |  |
| The Damned Don't Cry!          | Vincent Sherman            | Joan Crawford, David Brian                     | Film noir          | D'après une histoire de Gertrude Walker       |  |
| Dark City                      | William Dieterle           | Charlton Heston, Lizabeth Scott                | Film noir          | Court-métrage                                 |  |
| The Daughter of Rosie O'Grady  | David Butler               | June Haver, Gordon MacRae                      | Film musical       |                                               |  |
| Desperadoes of the West        | Fred C. Brannon            | Richard Powers, Judy Clark                     | Serial             |                                               |  |
| Destination Moon               | Irving Pichel              | Dick Wesson                                    | Science fiction    |                                               |  |
| Devil's Doorway                | Anthony Mann               | Robert Taylor, Louis Calhern                   | Western            |                                               |  |
| Les Âmes nues (Dial 1119)      | Gerald Mayer               | Marshall Thompson, Virginia Field, Sam Levene  | Film noir          |                                               |  |
| Dopey Dicks                    | Edward Bernds              | Les Trois Stooges                              | Comédie            |                                               |  |
| Duchess of Idaho               | Robert Z. Leonard          | Van Johnson, Esther Williams                   | Film musical       |                                               |  |
| The Ducksters                  | Charles M. Jones           | Looney Tunes                                   | Dessin animé       |                                               |  |
| The Eagle and the Hawk         | Lewis R. Foster            | John Payne, Rhonda Fleming, Dennis O'Keefe     | Western            |                                               |  |
| Edge of Doom                   | Mark Robson                | Dana Andrews, Farley Granger                   | Film noir          |                                               |  |
| Fancy Pants                    | George Marshall            | Lucille Ball, Bob Hope                         | Comédie            |                                               |  |
| Father Is a Bachelor           | Abby Berlin, Norman Foster | William Holden, Coleen Gray                    | Comédie romantique |                                               |  |
| Father of the Bride            | Vincente Minnelli          | Elizabeth Taylor, Spencer Tracy, Joan Bennett  | Comédie            | Refait en 1991                                |  |
| The File on Thelma Jordon      | Robert Siodmak             | Wendell Corey, Barbara Stanwyck                | Film noir          |                                               |  |
| The Fireball                   | Tay Garnett                | Mickey Rooney, Pat O'Brien                     | Drame              |                                               |  |
| The Flame and the Arrow        | Jacques Tourneur           | Burt Lancaster, Virginia Mayo                  | Aventure           |                                               |  |
| Flying Disc Man from Mars (en) | Fred C. Brannon            | Walter Reed, Lois Collier                      | Aventure           | Serial                                        |  |
| The Flying Saucer              | Mikel Conrad               | Mikel Conrad                                   | Science fiction    | Premier film avec soucoupes volantes          |  |
| For Heaven's Sake              | George Seaton              | Clifton Webb, Joan Bennett                     | Fantasy            | Adapté de la pièce May We Come In?            |  |
| Fortunes of Captain Blood      | Gordon Douglas             | Louis Hayward, Patricia Medina                 | Aventure           | Reprise du Captain Blood de 1935              |  |
| A Fractured Leghorn            | Robert McKimson            | Foghorn Leghorn                                | Dessin animé       |                                               |  |
| The Framed Cat                 | Hanna-Barbera              | Tom and Jerry                                  | Dessin animé       |                                               |  |
| Francis                        | Arthur Lubin               | Donald O'Connor, Patricia Medina               | Comédie            | Lance la série des Talking Mule               |  |
| Frenchie                       | Louis King                 | Shelley Winters, Joel McCrea                   | Western            | Adaptation libre de Destry Rides Again        |  |
| The Fuller Brush Girl          | Lloyd Bacon                | Lucille Ball                                   | Comédie            | Caméo de Red Skelton                          |  |
| The Furies                     | Anthony Mann               | Walter Huston, Barbara Stanwyck, Wendell Corey | Western, film noir | Dernier film de Huston                        |  |
| The Glass Menagerie            | Irving Rapper              | Jane Wyman, Kirk Douglas, Gertrude Lawrence    | Drame              |                                               |  |
| The Golden Gloves Story        | Felix E. Feist             | James Dunn, Dewey Martin                       | Drame              |                                               |  |
| Golden Yeggs                   | Friz Freleng               | Looney Tunes                                   | Dessin animé       |                                               |  |
| Grandad of Races               | André de la Varre          | Art Gilmore                                    | Court-métrage      | Oscar du meilleur court-métrage (1 bobine)    |  |
| The Great Rupert               | Irving Pichel              | Jimmy Durante, Tom Drake, Terry Moore          | Comédie            |                                               |  |
| Guilty Bystander               | Joseph Lerner              | Zachary Scott, Faye Emerson                    | Film noir          |                                               |  |
| Gun Crazy                      | Joseph H. Lewis            | Peggy Cummins, John Dall                       | Film noir          | Titre alternatif Deadly Is the Female         |  |
| The Gunfighter                 | Henry King                 | Gregory Peck, Helen Westcott, Karl Malden      | Western            |                                               |  |
| Gunman in the Streets          | Frank Tuttle               | Dane Clark, Simone Signoret                    | Film noir          | Tourné sur place à Paris                      |  |

## H-M
| Titre                            | Réalisateur     | Distribution                              | Genre              | Note                                        |
| -------------------------------- | --------------- | ----------------------------------------- | ------------------ | ------------------------------------------- |
| Harriet Craig                    | Vincent Sherman | Joan Crawford, Wendell Corey              | Drame              | D'après la pièce Craig's Wife de 1925       |
| Harvey                           | Henry Koster    | James Stewart, Josephine Hull             | Fantasy            | D'après la pièce éponyme de 1944            |
| High Lonesome                    | Alan Le May     | John Drew Barrymore                       | Western            |                                             |
| Highway 301                      | Andrew L. Stone | Steve Cochran, Virginia Grey              | Film noir          |                                             |
| Hillbilly Hare                   | Robert McKimson | Looney Tunes                              | Dessin animé       |                                             |
| The Hollywood Ten                | John Berry      |                                           | Documentaire       |                                             |
| Homeless Hare                    | Chuck Jones     | Looney Tunes                              | Dessin animé       |                                             |
| House by the River               | Fritz Lang      | Louis Hayward, Jane Wyatt                 | Film noir          |                                             |
| Hugs and Mugs                    | Jules White     | Les Trois Stooges                         | Comédie            |                                             |
| Hurdy-Gurdy Hare                 | Robert McKimson | Looney Tunes                              | Dessin animé       |                                             |
| I Killed Geronimo (en)           | John Hoffman    | James Ellison, Chief Thundercloud         | Western            |                                             |
| J'étais une voleuse              | Charles Lamont  | Mona Freeman, Scott Brady, Charles Drake  | Policier           |                                             |
| I'll Get By                      | Richard Sale    | June Haver, William Lundigan              | Film musical       |                                             |
| In Beaver Valley                 | James Algar     | Winston Hibler                            | Court métrage      | Oscar du meilleur court-métrage (2 bobines) |
| In a Lonely Place                | Nicholas Ray    | Humphrey Bogart, Gloria Grahame           | Film noir          | Adaptation du roman éponyme de 1947         |
| The Invisible Monster (en)       | Fred C. Brannon | Richard Webb, Aline Towne                 | Aventure           | Serial                                      |
| The Jackie Robinson Story        | Alfred E. Green | Jackie Robinson, Ruby Dee                 | Biography          | Avec Robinson dans son propre rôle          |
| The Jackpot                      | Walter Lang     | James Stewart, Barbara Hale               | Comédie            | Avec la jeune Natalie Wood                  |
| Jerry and the Lion               | Hanna-Barbera   | Tom and Jerry                             | Dessin animé       |                                             |
| Jerry's Cousin                   | Hanna-Barbera   | Tom and Jerry                             | Dessin animé       |                                             |
| Johnny One-Eye                   | Robert Florey   | Pat O'Brien, Wayne Morris, Dolores Moran  | Policier           |                                             |
| Julius Caesar                    | David Bradley   | Harold Tasker, Charlton Heston            | Drame              | Tourné à Chicago                            |
| Key to the City                  | George Sidney   | Clark Gable, Loretta Young, Frank Morgan  | Comédie romantique |                                             |
| Kill the Umpire                  | Lloyd Bacon     | William Bendix, William Frawley           | Comédie            |                                             |
| The Killer That Stalked New York | Earl McEvoy     | Evelyn Keyes, Charles Korvin              | Film noir          | D'après un article paru dans Cosmo          |
| Kim                              | Victor Saville  | Errol Flynn, Dean Stockwell               | Aventure           | D'après le roman de Rudyard Kipling         |
| King Solomon's Mines             | Compton Bennett | Deborah Kerr, Stewart Granger             | Aventure           | D'après le roman éponyme de 1885            |
| Kiss Tomorrow Goodbye            | Gordon Douglas  | James Cagney, Barbara Payton              | Drame              |                                             |
| A Lady Without Passport          | Joseph H. Lewis | Hedy Lamarr, John Hodiak                  | Film noir          | Tourné en style semidocumentaire            |
| The Lawless                      | Joseph Losey    | Macdonald Carey, Gail Russell             | Drame              |                                             |
| A Life of Her Own                | George Cukor    | Lana Turner, Ray Milland                  | Drame              |                                             |
| Little Quacker                   | Hanna-Barbera   | Tom and Jerry                             | Dessin animé       |                                             |
| Louisa                           | Alexander Hall  | Ronald Reagan, Spring Byington            | Comédie            | Début cinématographique de Piper Laurie     |
| Love at First Bite               | Jules White     | Les Trois Stooges                         | Comédie            |                                             |
| Love Happy                       | David Miller    | Marx Brothers, Vera-Ellen, Raymond Burr   | Comédie            | Dernier film des Marx Brothers              |
| The Magnificent Yankee           | John Sturges    | Louis Calhern, Ann Harding                | Film biographique  | D'après le roman Mr. Justice Holmes         |
| The Men                          | Fred Zinnemann  | Marlon Brando, Teresa Wright              | Film de guerre     | Début de Marlon Brando au cinéma            |
| The Miniver Story                | H. C. Potter    | Greer Garson, Walter Pidgeon              | Drame              | Suite de Mrs. Miniver                       |
| Mister 880                       | Edmund Goulding | Burt Lancaster, Dorothy McGuire           | Comédie            |                                             |
| Montana                          | Ray Enright     | Errol Flynn, Alexis Smith                 | Western            |                                             |
| Motor Mania                      | Jack Kinney     | Goofy                                     | Dessin animé       | Walt Disney                                 |
| Mrs. O'Malley and Mr. Malone     | Norman Taurog   | Marjorie Main, James Whitmore, Ann Dvorak | Comédie            |                                             |
| Mutiny on the Bunny              | Friz Freleng    | Looney Tunes                              | Dessin animé       |                                             |
| My Blue Heaven                   | Henry Koster    | Betty Grable, Dan Dailey, Jane Wyatt      | Comédie            |                                             |
| My Friend Irma Goes West         | Hal Walker      | Dean Martin, Jerry Lewis                  | Comédie            | Suite de My Friend Irma                     |
| Mystery Street                   | John Sturges    | Ricardo Montalbán, Sally Forrest          | Film noir          |                                             |

## N-S
| Titre                                                            | Réalisateur                        | Distribution                           | Genre              | Note                                                      |
| ---------------------------------------------------------------- | ---------------------------------- | -------------------------------------- | ------------------ | --------------------------------------------------------- |
| Nancy Goes to Rio                                                | Robert Z. Leonard                  | Ann Sothern, Jane Powell               | Film musical       | Reprise du It's a Date de 1940                            |
| The Nevadan                                                      | Gordon Douglas                     | Randolph Scott, Dorothy Malone         | Western            |                                                           |
| Never a Dull Moment                                              | George Marshall                    | Irene Dunne, Fred MacMurray            | Comédie            | D'après le roman Who Could Ask For Anything More? de 1943 |
| The Next Voice You Hear...                                       | William A. Wellman                 | James Whitmore, Nancy (Davis) Reagan   | Drame              |                                                           |
| No Man of Her Own                                                | Mitchell Leisen                    | Barbara Stanwyck, John Lund            | Film noir          | Refait en 1996 sous le titre Mrs. Winterbourne            |
| No Way Out                                                       | Joseph L. Mankiewicz               | Richard Widmark, Linda Darnell         | Film noir          | Début au cinéma de Sidney Poitier                         |
| Once a Thief                                                     | W. Lee Wilder                      | Cesar Romero, June Havoc               | Film noir          |                                                           |
| One Too Many aka Killer with a Label                             | Erle C. Kenton                     | Ruth Warrick                           | Drame              |                                                           |
| One Way Street                                                   | Hugo Fregonese                     | James Mason, Märta Torén               | Film noir          |                                                           |
| Our Very Own                                                     | David Miller                       | Ann Blyth, Farley Granger              | Drame              |                                                           |
| Outrage                                                          | Ida Lupino                         | Mala Powers, Tod Andrews               | Drame              |                                                           |
| Panic in the Streets                                             | Elia Kazan                         | Richard Widmark, Paul Douglas          | Film noir          | Tourné à La Nouvelle-Orléans                              |
| Perfect Strangers                                                | Bretaigne Windust                  | Ginger Rogers, Dennis Morgan           | Drame              |                                                           |
| Pirates of the High Seas (en)                                    | Spencer Gordon Bennet, Thomas Carr | Buster Crabbe, Lois Hall               | Serial             |                                                           |
| Please Believe Me                                                | Norman Taurog                      | Deborah Kerr, Robert Walker            | Comédie romantique |                                                           |
| Pop 'im Pop                                                      | Robert McKimson                    | Looney Tunes                           | Dessin animé       |                                                           |
| Prehistoric Women                                                | Gregg C. Tallas                    | Laurette Luez, Allan Nixon             | Science Fiction    | Reprise en 1967                                           |
| Punchy Cowpunchers                                               | Edward Bernds                      | Les Trois Stooges                      | Comédie            |                                                           |
| Puny Express                                                     | Walter Lantz, Dick Lundy           | Woody Woodpecker                       | Dessin animé       |                                                           |
| Quicksand                                                        | Irving Pichel                      | Mickey Rooney, Peter Lorre             | Policier           |                                                           |
| Rabbit of Seville                                                | Charles M. Jones                   | Looney Tunes                           | Dessin animé       |                                                           |
| Rabbit's Moon                                                    | Kenneth Anger                      | Looney Tunes                           | Dessin animé       |                                                           |
| Radar Secret Service                                             | Sam Newfield                       | John Howard, Adele Jergens             | Action             |                                                           |
| Riding High                                                      | Frank Capra                        | Bing Crosby, Coleen Gray               | Comédie            | Reprise du Broadway Bill de 1934.                         |
| Right Cross                                                      | John Sturges                       | June Allyson, Ricardo Montalbán        | Drame              | Marilyn Monroe dans un petit rôle                         |
| Rio Grande                                                       | John Ford                          | John Wayne, Maureen O'Hara             | Western            | D'après l'histoire Mission With No Record                 |
| Rocketship X-M                                                   | Kurt Neumann                       | Lloyd Bridges, Osa Massen              | Science fiction    | Tourné en 18 jours                                        |
| Rocky Mountain                                                   | William Keighley                   | Errol Flynn, Patrice Wymore            | Film de guerre     |                                                           |
| Rogues of Sherwood Forest                                        | Gordon Douglas                     | John Derek, Diana Lynn                 | Drame              |                                                           |
| Safety Second                                                    | Hanna-Barbera                      | Tom and Jerry                          | Dessin animé       |                                                           |
| Saturday Evening Puss                                            | Hanna-Barbera                      | Tom and Jerry                          | Dessin animé       |                                                           |
| The Scarlet Pumpernickel                                         | Charles M. Jones                   | Looney Tunes                           | Dessin animé       |                                                           |
| The Second Woman                                                 | James V. Kern                      | Robert Young, Betsy Drake              | Film noir          |                                                           |
| The Secret Fury                                                  | Mel Ferrer                         | Claudette Colbert, Robert Ryan         | Film noir          | José Ferrer dans un rôle non crédité                      |
| Self-Made Maids                                                  | Jules White                        | Les Trois Stooges                      | Comédie            |                                                           |
| September Affair                                                 | William Dieterle                   | Joan Fontaine, Joseph Cotten           | Film d'amour       |                                                           |
| Shadow on the Wall                                               | Pat Jackson                        | Ann Sothern, Zachary Scott             | Film à énigme      | D'après Death in the Doll's House                         |
| Side Street                                                      | Anthony Mann                       | Farley Granger, Cathy O'Donnell        | Film noir          |                                                           |
| Sierra                                                           | Alfred E. Green                    | Audie Murphy, Wanda Hendrix            | Western            |                                                           |
| Slaphappy Sleuths                                                | Jules White                        | Les Trois Stooges                      | Comédie            |                                                           |
| The Sleeping City                                                | George Sherman                     | Richard Conte, Coleen Gray             | Film noir          | Tourné en style semidocumentaire                          |
| A Snitch in Time                                                 | Edward Bernds                      | Les Trois Stooges                      | Comédie            |                                                           |
| Les Dépravées                                                    | Bernard Vorhaus                    | Paul Henreid, Catherine McLeod         | Drame              |                                                           |
| The Sound of Fury                                                | Cy Endfield                        | Frank Lovejoy, Kathleen Ryan           | Film noir          | Titre alternatif Try and Get Me                           |
| Southside 1-1000                                                 | Boris Ingster                      | Don DeFore, Andrea King, George Tobias | Film noir          |                                                           |
| The Stairs                                                       |                                    |                                        |                    | Nommé pour l'Oscar du meilleur court-métrage documentaire |
| Stars in My Crown                                                | Jacques Tourneur                   | Joel McCrea, Ellen Drew                | Western            | D'après le roman éponyme                                  |
| Strife with Father                                               | Robert McKimson                    | Merrie Melodies                        | Dessin animé       |                                                           |
| Studio Stoops                                                    | Edward Bernds                      | Les Trois Stooges                      | Comédie            |                                                           |
| Sugar Chile Robinson, Billie Holiday, Count Basie and His Sextet | Will Cowan                         | Billie Holiday, Frank Robinson         | Court métrage      |                                                           |
| Summer Stock                                                     | Charles Walters                    | Judy Garland, Gene Kelly               | Film musical       | Dernier film de Garland pour la MGM                       |
| Sunset Boulevard                                                 | Billy Wilder                       | William Holden, Gloria Swanson         | Film noir          | Remporte 3 Oscars                                         |

## T-Z
| Titre                               | Réalisateur        | Distribution                                       | Genre            | Note                                                                                                |
| ----------------------------------- | ------------------ | -------------------------------------------------- | ---------------- | --------------------------------------------------------------------------------------------------- |
| Tarzan and the Slave Girl           | Lee Sholem         | Lex Barker, Vanessa Brown                          | Aventure         | |
| Tea for Two                         | David Butler       | Doris Day, Gordon MacRae                           | Comédie musicale | D'après le musical No, No, Nanette                                                                  |
| Tension                             | John Berry         | Richard Basehart, Audrey Totter, Cyd Charisse      | Film noir        | |
| The Texan Meets Calamity Jane       | Ande Lamb          | Evelyn Ankers                                      | Western          | Dernière apparition d'Ankers avant 10 ans d'absence au cinéma                                       |
| Texas Tom                           | Hanna-Barbera      | Tom and Jerry                                      | Dessin animé     | |
| Three Came Home                     | Jean Negulesco     | Claudette Colbert, Patric Knowles                  | Drame            | Dans le domaine public                                                                              |
| Three Hams on Rye                   | Jules White        | Les Trois Stooges                                  | Comédie          | |
| Three Little Words                  | Richard Thorpe     | Fred Astaire, Red Skelton, Vera-Ellen              | Film musical     | Astaire remporte le premier Golden Globe du meilleur acteur dans la catégorie « Musical ou Comedy » |
| Three Secrets                       | Robert Wise        | Eleanor Parker, Patricia Neal, Ruth Roman          | Drame            | |
| A Ticket to Tomahawk                | Richard Sale       | Dan Dailey, Anne Baxter, Rory Calhoun              | Western Comédie  | |
| The Titan: Story of Michelangelo    | Robert J. Flaherty | Fredric March                                      | Documentaire     | Oscar du meilleur long-métrage documentaire                                                         |
| To Please a Lady                    | Clarence Brown     | Clark Gable, Barbara Stanwyck                      | Drame            | |
| The Toast of New Orleans            | Norman Taurog      | Kathryn Grayson, Mario Lanza                       | Film musical     | |
| Tom and Jerry in the Hollywood Bowl | Hanna-Barbera      | Tom and Jerry                                      | Dessin animé     | |
| The Torch                           | Emilio Fernández   | Paulette Goddard, Pedro Armendáriz, Gilbert Roland | Romantic         | Version américains du classique mexicain Enamorada (1946)                                           |
| Treasure Island                     | Byron Haskin       | Bobby Driscoll, Robert Newton                      | Aventure         | Walt Disney                                                                                         |
| Triple Crossed                      | Jules White        | Les Trois Stooges                                  | Comédie          | |
| Two Flags West                      | Robert Wise        | Joseph Cotten, Linda Darnell                       | Film de guerre   | |
| Two Weeks with Love                 | Roy Rowland        | Jane Powell, Ricardo Montalbán                     | Film musical     | D'après une histoire de John (Francis) Larkin                                                       |
| Under My Skin                       | Jean Negulesco     | John Garfield, Micheline Presle                    | Drame            | D'après une nouvelle d'Hemingway                                                                    |
| The Underworld Story                | Cy Endfield        | Dan Duryea, Herbert Marshall, Gale Storm           | Film noir        | |
| Union Station                       | Rudolph Maté       | William Holden, Barry Fitzgerald                   | Film noir        | D'après le roman Nightmare in Manhattan                                                             |
| Vendetta                            | Mel Ferrer         | Faith Domergue, George Dolenz                      | Policier         | D'après la nouvelle Colomba de Prosper Mérimée (1840)                                               |
| Wabash Avenue                       | Henry Koster       | Betty Grable, Victor Mature, Phil Harris           | Film musical     | |
| Wagon Master                        | John Ford          | Ben Johnson, Harry Carey Jr.                       | Western          | Suivi de la série TV Wagon Train                                                                    |
| Walk Softly, Stranger               | Robert Stevenson   | Joseph Cotten, Alida Valli, Spring Byington        | Drame            | |
| Watch the Birdie                    | Jack Donohue       | Red Skelton, Arlene Dahl, Ann Miller               | Comédie          | |
| The West Point Story                | Roy Del Ruth       | James Cagney, Virginia Mayo, Doris Day             | Film musical     | |
| What's Up Doc?                      | Robert McKimson    | Looney Tunes                                       | Dessin animé     | |
| When Willie Comes Marching Home     | John Ford          | Dan Dailey, Corinne Calvet                         | Comédie          | |
| Where Danger Lives                  | John Farrow        | Robert Mitchum, Faith Domergue                     | Drame            | Premiers pas cinématographiques de Faith Domergue                                                   |
| Where the Sidewalk Ends             | Otto Preminger     | Dana Andrews, Gene Tierney, Gary Merrill           | Film noir        | D'après le roman Night Cry                                                                          |
| The White Tower                     | Ted Tetzlaff       | Glenn Ford, Alida Valli                            | Aventure         | D'après le roman éponyme                                                                            |
| Why Korea?                          | Edmund Reek        | Joe King (narrateur)                               | Documentaire     | Oscar du meilleur documentaire, court métrage                                                       |
| Winchester '73                      | Anthony Mann       | James Stewart, Dan Duryea, Shelley Winters         | Western          | Premiers rôles pour Rock Hudson, Tony Curtis                                                        |
| With These Hands                    | Jack Arnold        | Sam Levene                                         | Documentaire     | |
| The Wizard of Oz (TV special)       | Burr Tillstrom     |                                                    | Court-métrage    | Adaptation avec marionnettes                                                                        |
| L'Araignée (Woman in Hiding)        | Michael Gordon     | Ida Lupino, Stephen McNally, Howard Duff           | Film noir        | |
| Woman on the Run                    | Norman Foster      | Ann Sheridan, Dennis O'Keefe                       | Film noir        | |
| The Yellow Cab Man                  | Jack Donohue       | Red Skelton, Gloria DeHaven                        | Comédie          | |
| Young Man with a Horn               | Michael Curtiz     | Lauren Bacall, Doris Day, Kirk Douglas             | Drame            | D'après une autobiographie                                                                          |

## Source de la traduction
- (en) Cet article est partiellement ou en totalité issu de l’article de Wikipédia en anglais intitulé « List of American films of 1950 » (voir la liste des auteurs).